# René-Charles de Maupeou
Ne doit pas être confondu avec son fils René-Nicolas de Maupeou, célèbre pour sa réforme de la justice et des parlements.
René-Charles de Maupeou, seigneur du marquisat de La Mothe-Chandeniers, vicomte de Bruyères-sur-Oise, est un magistrat et homme d'État français né le 11 juin 1688 à Paris et mort le 4 avril 1775. Il fait carrière au parlement de Paris, d'abord maître des requêtes, puis président à mortier, il en devient premier président. En 1763, il est nommé garde des sceaux et vice-chancelier. Il occupe ainsi la première magistrature de l'État pendant cinq ans, avant de l'occuper, en droit, pendant vingt-quatre heures, avec le titre de chancelier de France.

## Biographie
René-Charles de Maupeou est le fils de René de Maupeou, vicomte de Bruyères-sur-Oise, et Geneviève-Charlotte Le Noir. Son père avait servi aux Gardes françaises et y était lieutenant en 1678. Il quitta l'armée peu après la mort de ses frères François et Antoine à la bataille de Saint-Denis. Il fut ensuite reçu conseiller au Parlement de Paris en 1683 et président de la 1re Chambre des enquêtes en 1691.
René-Charles, d'abord avocat au Châtelet (1708), devint conseiller en la 1re Chambre des enquêtes en août 1710. Le 24 février 1712, il est reçu conseiller du roi et maître des requêtes. Au mois de mai suivant, il épouse Anne-Victoire de Lamoignon. En entrant dans cette famille parlementaire déjà célèbre, il pense peut-être à rentrer dans la magistrature et à y trouver des appuis mais, en réalité, il n'y rencontrera que des rivaux et des adversaires.

### Président à mortier
Le 2 août 1717, il rentre au parlement de Paris en achetant la charge de président à mortier de Jean-Jacques Charron, marquis de Ménars. Au sujet de cet achat, Saint-Simon a noté : « Maupeou, maître des requêtes, fit un marché extraordinaire avec Ménars, président à mortier, pour s'assurer sa charge et lui en laisser la jouissance sa vie durant à certaines conditions. Le prix fut de sept cent cinquante mille livres et vingt mille de pot-de-vin. Je ne marque cette bagatelle que parce que le même Maupeou est devenu premier président et a fait passer à son fils sa charge de président à mortier, tous deux avec réputation. » Malgré ce prix exorbitant, Maupeou ne fit pas une si mauvaise affaire puisque Ménars étant mort dès l'année suivante il prit possession de son mortier le 23 mars 1718 et se trouva ainsi, à trente ans, l'un des plus jeunes président de la Grand-Chambre.

### Premier président
Vingt-cinq ans plus tard, il en sera le plus ancien et c'est peut-être l'une des raisons qui détermineront Louis XV à le mettre à la tête du parlement de Paris en l'en nommant premier président, le 1er octobre 1743. Il y en avait d'autres, parmi lesquelles des qualités naturelles, qui le désignaient pour ce poste d'importance. 

« D'une taille noble et majestueuse, d'une figure superbe… il était excellent dans les occasions d'éclat où il fallait de la représentation ; à la tête du parlement c'était un superbe général d'armée… À la cour il savait faire rendre à sa compagnie tout ce qui lui était dû avec une hauteur et une noblesse qui le faisaient respecter des courtisants… Il était en tout assez bon homme d'ailleurs… »

 Ces quelques traits tombés de la plume de Gaillard, ami des Lamoignon et qui donc ne l'aimait pas, sont confirmés par Saint-Simon qui a écrit de lui, que c'était « une très belle figure d'homme et un fort bon homme aussi… ». Mais comme le duc mémorialiste ne sait guère décerner des éloges sans les tempérer de quelques malices, il ajoute : « Le cardinal de Rohan acheta sa précieuse bibliothèque qui était celle de M. de Thou, qui fut pour les deux un meuble de fort grande montre mais de fort peu d'usage. » Il eut pour le faste un goût déterminé qui n'allait pas, d'ailleurs sans une pointe de vanité. Il mène grand train, se pique — nous apprend le marquis d'Argenson — d'avoir « la plus grande table et la meilleure chère qu'ait jamais faite magistrat » et tient maison ouverte, toute l'année, l'hiver à Paris et, l'été, à sa terre de Bruyères.
Plutôt que d'un premier président ce comportement est celui d'un grand seigneur et sent un peu son homme de Cour. Aussi est-il très bien vu à Versailles où Louis XV lui accorde un appartement. Cela ne s'est jamais vu. C'est, dit-on, le traiter en ministre. « On croit — écrit Barbier dans son Journal en décembre 1743 — que cela tend à traiter directement avec M. le Premier Président des affaires où on aura besoin d'enregistrement, et que peu à peu on travaille peut-être à éloigner les remontrances et les députations de robins dont les figures ne plaisent pas en Cour ». De fait, pendant cinq ans, René-Charles de Maupeou réussi à bien tenir en main sa compagnie. Il est aimé de ses collègues qui apprécient son aisance, la distinction de sa parole et la dignité avec laquelle il préside.
Un reproche qu'on semble pourtant devoir faire à René-Charles de Maupeou c'est d'avoir subordonné son action politique aux considération de son propre intérêt. Il est favorable à la Cour tant qu'il pense pouvoir tirer des avantages de cette attitude. Il espère, en effet, devenir chancelier. Mais lorsque le chancelier d'Aguesseau démissionne le 27 novembre 1750 et que c'est le Premier président de la Cour des aides, Guillaume de Lamoignon de Blancmesnil qui obtient la place, le dépit qu'il en éprouve le lance dans l'opposition. Lamoignon se trouva toutefois pourvu d'un portefeuille diminué puisque les Sceaux furent parallèlement attribués à Jean-Baptiste de Machault d'Arnouville. C'était pour Maupeou un affront supplémentaire puisque cette combinaison semblait comporter une sorte de promesse de succession à la chancellerie pour Machault.

Dès lors, Maupeou comprit, dit le cardinal de Bernis, « qu'il ne lui restait d'autre moyen de se rendre considérable et de se faire rechercher que de s'attacher entièrement à sa compagnie ». Il prend la tête de la résistance parlementaire qui, dans la querelle des refus de sacrements, oppose les magistrats à Mgr de Beaumont, l'archevêque de Paris, et au pouvoir royal. Les remontrances se succèdent et prennent, presque quotidiennement, le chemin de Versailles ; jusqu'à ces célèbres « grandes remontrances » de 1753 que Louis XV refuse de recevoir et qui enveniment la lutte au point que le parlement est exilé à Pontoise. Le premier président, s'il peut regretter ses aises à Versailles, a du moins la compensation de la popularité. L’opinion publique qui est pour les jansénistes le porte aux nues. Une avalanche de petits vers déferle vers Pontoise. On inscrit sous son portrait gravé : 

« Bien au-dessus des biens que la faveur dispense
Ta vertu te suffit, elle est ta récompense.
     Un jour la gloire de ton nom,
     Honorera nos fastes et l'Histoire :
Maupeou, déjà ce nom, au temple de Mémoire,
Est inscrit à côté de celui de Caton. »

Sa femme, Victoire de Lamoignon, qui l'a suivi en exil, n'est pas oubliée non plus : 

« Épouse des Gracchus, fille des Scipions,
Tu n'eusses jamais eu d'égale dans l'Histoire
Si pour Maupeou le ciel n'eût uni deux victoires :
L'âme de Cornélie au sang de Lamoignon. »

Mais bientôt cet exil de Pontoise se change en celui de Soissons. René-Charles de Maupeou y fait maigre chère, a de gros ennuis d'argent — son grand train lui a coûté très cher — et semble regretter Versailles. La Cour en profite pour négocier. Quels furent les éléments de cette négociation ? Il est difficile de le savoir aujourd'hui. On dit que le roi fait savoir au premier président qu'il paiera ses dettes — ce qui n'est pas invraisemblable… En tous cas, celui-ci use de son influence sur ses collègues pour les décider à se soumettre. Tous d'ailleurs ont sans doute, comme lui-même, le désir de rentrer chez eux, ce qui facilite certainement les choses.
Finalement tout se passa honorablement et quand René-Charles de Maupeou reparut pour la première fois dans la Galerie des glaces, il avait selon Barbier, « la figure d'Apollon sur le Parnasse et chacun se rangeait pour lui faire place ». Et lorsqu'en décembre 1754, Mgr de Beaumont fut à son tour exilé à Conflans ce coup d'éclat « fît grand honneur au Premier Président de Maupeou et le rendît un homme d'État ».
Mais au moment précis où il atteint presque à la gloire, sa carrière personnelle est en réalité à peu près terminée. Il a, en effet, un fils, prénommé René-Nicolas, auquel il a passé sa charge de président à mortier. Or ce fils qui n'a pas du tout les mêmes idées que son père sur la politique et l'utilité de la popularité, prend sur lui, de jour en jour, plus d'ascendant. C'est lui qui, pratiquement dictera désormais sa conduite et c'est pourquoi le premier président qui, à Pontoise, avait personnifié l'indépendance parlementaire, change définitivement de camp et prend le parti de la Cour et du roi. Les deux hommes mettent au point une « déclaration » qui tend à restreindre les droits politiques du parlement de Paris. Le roi la publie le 10 décembre 1756. Mais — on pouvait s'y attendre — le parlement refuse énergiquement de l'enregistrer et Louis XV, craignant de nouvelles difficultés, se voit contraint de la retirer. Le président à mortier qui réussira, quelques années plus tard une réforme célèbre, est allé trop vite et le premier président paie les pots cassés : ses collègues, outrés de cette tentative de coup d'État, lui montrent une telle hostilité qu'il est contraint de donner sa démission. Il quitte la première présidence, le 22 septembre 1757 : « ayant trahi tout le monde, il avait perdu la confiance de tout le monde » (Michel Antoine). Le roi nomma à sa place Mathieu-François Molé.

### Garde des sceaux et vice-chancelier
C'est la disgrâce du parlement mais ce n'est pas la disgrâce du roi. À vrai dire la rentrée en grâce se fit attendre sept ans, mais elle fut aussi éclatante qu’inattendue. Profitant de la démission du premier président Molé, Louis XV, lassé des criailleries parlementaires, se décide soudain à changer les chefs de la magistrature ; il retire les sceaux à Feydeau de Brou, exile le chancelier Lamoignon — qui refusait obstinément de démissionner — à sa terre de Malesherbes et, rappelant René de Maupeou auquel on ne pensait plus guère, lui donne les sceaux et le nomme vice-chancelier le 3 octobre 1763.
À 75 ans, celui-ci atteint ainsi la première place qu'il avait tant ambitionnée. Il n'a peut-être pas l'envergure nécessaire pour la tenir ; mais, près de lui il y a son fils et, comme l'écrira plus tard Lebrun, « pour le travail, les ressources de l'esprit et la force de caractère, c'était sur le fils que comptait le gouvernement ». Ce fils, d'ailleurs, à la faveur du remaniement judiciaire, était devenu premier président. Son père, dès lors, le laissera agir. Pour sa part, durant les cinq années où il sera vice-chancelier, il s'arrangera assez mal des difficultés qui surgissent chaque jour dans les parlements de province qui refusent d'enregistrer les édits bursaux. Il est vrai que les choses sont difficiles à arranger et que seule une réforme profonde pourrait venir à bout de l'obstruction parlementaire qui, d'année en année, rend plus difficile l'exercice du pouvoir royal. Louis XV sent bien qu'il faudra en venir là mais il hésite encore. En tous cas, ce n'est pas son vice-chancelier qui pourra entreprendre cette réforme. Peut-être le fils de celui-ci, le premier président ?
Dès le 15 août 1765, Bourgeois de Boynes avait noté dans son journal : « M. de Malesherbes est persuadé que M. de Maupeou le fils sera chancelier ». Malesherbes ne se trompait guère, et, lorsqu'en 1768, son père le vieux Lamoignon, se décide enfin à remettre sa démission au roi, celui-ci nomme le vice-chancelier chancelier de France (15 septembre 1768). Mais ainsi comblé, René IV de Maupeou se retire aussitôt. Suivant un scénario évidemment arrêté à l'avance, il ne garde sa charge que vingt-quatre heures — le temps d'en conserver le titre et les honneurs — et, dès le lendemain, la passe à son fils René V et lui remet en même temps les sceaux.
Sa carrière est terminée. Il a d'ailleurs 80 ans et, de toutes façons, l'âge de la retraite a sonné pour lui. Il vivra toutefois encore assez longtemps pour assister au succès et à la disgrâce de son fils et mourra à Paris, âgé de 86 ans, le 4 avril 1775.

### Mariage et descendance
René Charles de Maupeou épouse le 11 mai 1712, à Montpellier, Anne Victoire de Lamoignon, fille d'Urbain Guillaume de Lamoignon, comte de Courson, conseiller d'État, et de Marie Françoise Méliand. Née le 5 septembre 1696, elle meurt à Versailles le 10 mars 1767. De ce mariage, sont issus :
- René Nicolas Charles Augustin de Maupeou, né le 25 février 1714, chancelier et garde des sceaux de France, le fameux chancelier de Maupeou ;
- Anne Madeleine Adélaïde de Maupeou, née en 1715, morte le 28 janvier 1734, mariée à Paris, paroisse Saint-Paul, le 22 novembre 1731, avec François Louis de Louet de Murat, comte de Nogaret, marquis de Calvisson. Dont une fille morte enfant ;
- Louis Charles Alexandre de Maupeou, seigneur des Mesnuls, né le 9 avril 1716, lieutenant général des armées du Roi, chevalier de Saint-Louis, marié à Paris, paroisse Saint Sulpice, le 18 mars 1790, avec sa cousine éloignée, Élisabeth Renée de Maupeou, morte à Paris le 2 janvier 1809[10].

## Sources